# Eisschnelllauf-Sprintweltmeisterschaft 2020

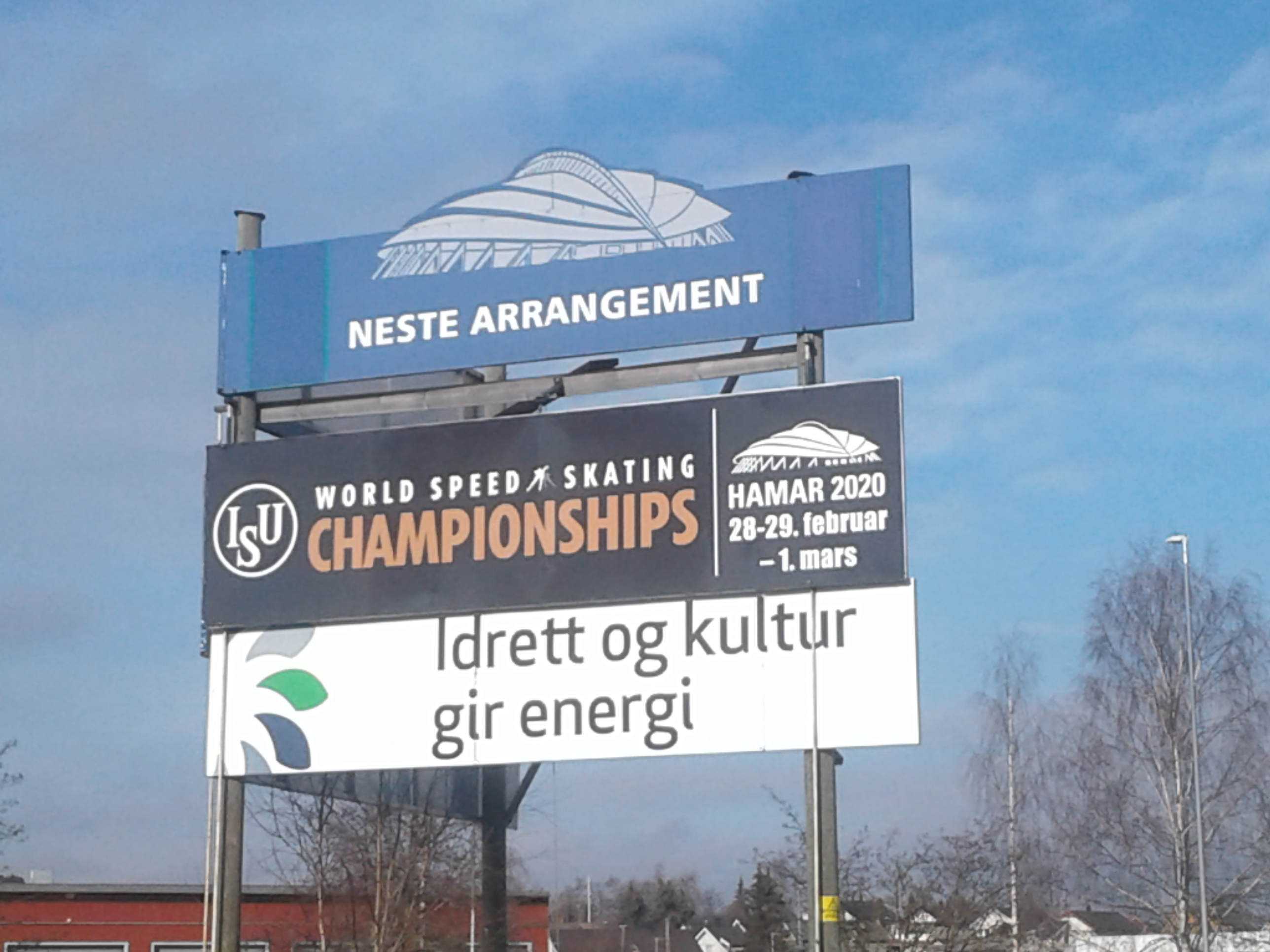
Ankündigungsschild der Weltmeisterschaften am Vikingskipet in Hamar

Die 51. Eisschnelllauf-Sprintweltmeisterschaft fand am 28. und 29. Februar 2020 im Vikingskipet im norwegischen Hamar statt. Parallel zur Sprint-WM wurde in Hamar auch die Mehrkampfweltmeisterschaft 2020 ausgetragen. Zum ersten Mal fanden Sprint- und Mehrkampfweltmeisterschaften am gleichen Ort und am gleichen Wochenende statt.
Beide Weltmeistertitel wurden von japanischen Athleten gewonnen: Bei den Frauen entschied Miho Takagi den Sprint-Vierkampf für sich, bei den Männern siegte Tatsuya Shinhama.

## Austragungsmodus
Bei der Sprintweltmeisterschaft werden vier Strecken gelaufen, je zweimal über die Distanz von 500 m und 1.000 m, An beiden Tagen werden je zwei Strecken gelaufen. Wenn ein Sportler über eine Distanz am ersten Tag auf der Innenbahn startet, so startet er am zweiten Tag auf der Außenbahn oder umgekehrt.
Die erzielten Zeiten werden in Punkte umgewandelt. Über 500 m entspricht die gelaufene Zeit der Punktzahl, über 1.000 m ergibt die gelaufene Zeit in Sekunden geteilt durch 2 die Punktzahl. Der Athlet mit der niedrigsten Gesamtpunktzahl nach vier Strecken gewinnt die Sprintweltmeisterschaft.

## Wettbewerb

### Frauen
Mit drei Streckensiegen wurde Miho Takagi erstmals Sprintweltmeisterin, nachdem sie 2018 bereits den WM-Titel im Mehrkampf gewonnen hatte. Sie war damit die erste Eisschnellläuferin seit Anni Friesinger in den 2000er-Jahren, der ein solcher Triumph im Sprint und im Mehrkampf gelang. Hinter Takagi gewann ihre favorisierte Teamkollegin und Titelverteidigerin Nao Kodaira die Silbermedaille. Bronze holte die Russin Olga Fatkulina.
| Rang | Name              | Nation              | 1. Lauf 500 Meter | 1. Lauf 1.000 Meter | 2. Lauf 500 Meter | 2. Lauf 1.000 Meter | Gesamt- punkte |
| ---- | ----------------- | ------------------- | ----------------- | ------------------- | ----------------- | ------------------- | -------------- |
| 01   | Miho Takagi       | Japan               | 37,51 (1)         | 1:13,75 (1)         | 37,52 (2)         | 1:13,93 (1)         | 148,870        |
| 02   | Nao Kodaira       | Japan               | 37,53 (2)         | 1:15,44 (8)         | 37,46 (1)         | 1:14,88 (6)         | 150,150        |
| 03   | Olga Fatkulina    | Russland            | 37,72 (4)         | 1:15,15 (6)         | 37,71 (4)         | 1:14,85 (5)         | 150,430        |
| 04   | Angelina Golikova | Russland            | 37,77 (5)         | 1:15,44 (7)         | 37,57 (3)         | 1:15,27 (8)         | 150,695        |
| 05   | Jutta Leerdam     | Niederlande         | 38,30 (15)        | 1:14,54 (2)         | 38,03 (7)         | 1:14,47 (2)         | 150,835        |
| 06   | Brittany Bowe     | Vereinigte Staaten  | 38,13 (9)         | 1:15,09 (5)         | 37,91 (5)         | 1:14,56 (3)         | 150,865        |
| 07   | Jorien ter Mors   | Niederlande         | 38,22 (12)        | 1:14,59 (3)         | 38,25 (12)        | 1:14,70 (4)         | 151,115        |
| 08   | Letitia de Jong   | Niederlande         | 38,18 (11)        | 1:14,85 (4)         | 38,18 (10)        | 1:14,94 (7)         | 151,255        |
| 09   | Kaylin Irvine     | Kanada              | 38,00 (8)         | 1:16,28 (14)        | 38,19 (11)        | 1:16,07 (12)        | 152,365        |
| 10   | Arisa Gō          | Japan               | 37,80 (6)         | 1:15,64 (9)         | 38,09 (9)         | 1:17,53 (17)        | 152,475        |
| 11   | Kimi Goetz        | Vereinigte Staaten  | 38,24 (13)        | 1:15,84 (11)        | 38,35 (14)        | 1:16,02 (11)        | 152,520        |
| 12   | Vanessa Herzog    | Österreich          | 37,53 (3)         | 1:16,69 (15)        | 38,03 (8)         | 1:17,36 (16)        | 152,585        |
| 13   | Zhao Xin          | Volksrepublik China | 38,53 (17)        | 1:16,01 (12)        | 38,57 (16)        | 1:16,01 (10)        | 153,110        |
| 14   | Li Qishi          | Volksrepublik China | 38,80 (18)        | 1:15,66 (10)        | 38,98 (19)        | 1:15,84 (9)         | 153,530        |
| 15   | Heather McLean    | Kanada              | 38,15 (10)        | 1:17,42 (18)        | 38,32 (13)        | 1:17,55 (18)        | 153,955        |
| 16   | Kaja Ziomek       | Polen               | 38,33 (16)        | 1:18,15 (19)        | 38,56 (15)        | 1:18,28 (21)        | 155,105        |
| 17   | Tian Ruining      | Volksrepublik China | 38,30 (14)        | 1:19,04 (22)        | 38,59 (17)        | 1:17,55 (19)        | 155,185        |
| 18   | Hege Bøkko        | Norwegen            | 39,17 (19)        | 1:17,32 (16)        | 38,97 (18)        | 1:17,18 (14)        | 155,390        |
| 19   | Ida Njåtun        | Norwegen            | 39,58 (23)        | 1:17,33 (17)        | 39,57 (23)        | 1:16,70 (13)        | 156,165        |
| 20   | Huang Yu-ting     | Chinesisch Taipeh   | 39,49 (22)        | 1:18,17 (20)        | 39,47 (22)        | 1:17,69 (20)        | 156,890        |
| 21   | Abigail McCluskey | Kanada              | 39,90 (25)        | 1:18,39 (21)        | 39,58 (24)        | 1:17,25 (15)        | 157,300        |
| 22   | Anna Nifontowa    | Belarus             | 39,39 (21)        | 1:19,69 (25)        | 39,15 (20)        | 1:19,92 (24)        | 158,345        |
| 23   | Katja Franzen     | Deutschland         | 39,93 (26)        | 1:19,20 (23)        | 39,43 (21)        | 1:19,42 (22)        | 158,670        |
| 24   | Stien Vanhoutte   | Belgien             | 39,97 (27)        | 1:19,61 (24)        | 39,74 (25)        | 1:19,74 (23)        | 159,385        |
| 25   | Kim Min-ji        | Südkorea            | 39,62 (24)        | 1:21,19 (26)        | 39,81 (26)        | 1:21,28 (25)        | 160,665        |
| 26   | Daria Katschanowa | Russland            | 37,91 (7)         | 1:16,08 (13)        | 37,93 (6)         |                     | 113,880        |
| 27   | Andżelika Wójcik  | Polen               | 39,33 (20)        | 1:21,64 (27)        | 39,83 (27)        |                     | 119,980        |

### Männer
Der dreifache Sprintweltmeister von 2015, 2016 und 2019 Pawel Kulischnikow galt als hoher Favorit für einen weiteren Titel, nachdem er auch bei der Einzelstrecken-WM zwei Wochen zuvor sowohl über 500 Meter als auch über 1000 Meter die Goldmedaille gewonnen hatte. Zu seinen Hauptrivalen wurden im Vorfeld der Titelkämpfe seine Teamkollegen Ruslan Muraschow und Wiktor Muschtakow gezählt, die zuvor Erfolge in der Weltcupsaison gefeiert hatten. Alle drei Russen beendeten den Wettkampf nach dem ersten Tag vorzeitig. Kulischnikow lag zu diesem Zeitpunkt auf dem dritten Platz der Gesamtwertung. Der russische Trainer Kosta Poltavets begründete den Rückzug mit dem Kräfteverschleiß seiner Athleten, die sich auf das Finale der Weltcupsaison konzentrieren sollten.
Den Weltmeistertitel gewann mit Tatsuya Shinhama zum ersten Mal seit Akira Kuroiwa 1987 ein Japaner. In allen vier Rennen lief Shinhama – der bis dahin als 500-Meter-Spezialist galt – eine der schnellsten drei Zeiten, darunter zweimal die Bestzeit (einmal über 500 Meter, einmal über 1000 Meter). Sein stärkster Kontrahent war der Kanadier Laurent Dubreuil, der vor Cha Min-kyu aus Südkorea die Silbermedaille gewann. Kjeld Nuis, der bei den Weltmeisterschaften von 2016 bis 2019 jeweils auf dem Podest gestanden hatte, erreichte nach einem schwachen ersten Tag am Ende den siebten Platz, obwohl er im abschließenden 1000-Meter-Rennen der Schnellste war.
| Rang | Name                        | Nation              | 1. Lauf 500 Meter | 1. Lauf 1.000 Meter | 2. Lauf 500 Meter | 2. Lauf 1.000 Meter | Gesamt- punkte |
| ---- | --------------------------- | ------------------- | ----------------- | ------------------- | ----------------- | ------------------- | -------------- |
| 01   | Tatsuya Shinhama            | Japan               | 34,58 (2)         | 1:08,28 (1)         | 34,39 (1)         | 1:08,71 (3)         | 137,465        |
| 02   | Laurent Dubreuil            | Kanada              | 34,55 (1)         | 1:08,79 (5)         | 34,56 (2)         | 1:08,39 (2)         | 137,700        |
| 03   | Cha Min-kyu                 | Südkorea            | 34,71 (5)         | 1:09,26 (11)        | 34,72 (3)         | 1:08,73 (4)         | 138,425        |
| 04   | Kai Verbij                  | Niederlande         | 34,93 (9)         | 1:08,96 (8)         | 35,04 (5)         | 1:08,74 (5)         | 138,820        |
| 05   | Håvard Holmefjord Lorentzen | Norwegen            | 34,90 (8)         | 1:08,95 (7)         | 35,15 (8)         | 1:08,84 (6)         | 138,945        |
| 06   | Yamato Matsui               | Japan               | 34,89 (7)         | 1:08,69 (3)         | 34,90 (4)         | 1:09,89 (12)        | 139,080        |
| 07   | Kjeld Nuis                  | Niederlande         | 35,29 (15)        | 1:08,73 (4)         | 35,45 (12)        | 1:08,38 (1)         | 139,295        |
| 08   | Joel Dufter                 | Deutschland         | 35,11 (12)        | 1:08,65 (2)         | 35,45 (11)        | 1:09,44 (10)        | 139,605        |
| 09   | Dai Dai Ntab                | Niederlande         | 35,08 (10)        | 1:09,75 (13)        | 35,04 (6)         | 1:09,47 (11)        | 139,730        |
| 10   | Nico Ihle                   | Deutschland         | 35,15 (13)        | 1:09,11 (9)         | 35,47 (13)        | 1:09,29 (9)         | 139,820        |
| 11   | Mathias Vosté               | Belgien             | 35,53 (19)        | 1:09,28 (12)        | 35,64 (16)        | 1:08,99 (7)         | 140,305        |
| 12   | Ning Zhongyan               | Volksrepublik China | 35,56 (21)        | 1:09,23 (10)        | 35,76 (19)        | 1:09,03 (8)         | 140,450        |
| 13   | Daichi Yamanaka             | Japan               | 35,09 (11)        | 1:10,64 (20)        | 35,09 (7)         | 1:10,20 (14)        | 140,600        |
| 14   | Ihnat Halawazjuk            | Belarus             | 35,55 (20)        | 1:10,19 (14)        | 35,30 (10)        | 1:09,95 (13)        | 140,920        |
| 15   | Artur Nogal                 | Polen               | 35,24 (14)        | 1:10,45 (17)        | 35,24 (9)         | 1:10,69 (17)        | 141,050        |
| 16   | Kim Young-jin               | Südkorea            | 35,34 (16)        | 1:10,92 (25)        | 35,54 (14)        | 1:11,18 (22)        | 141,930        |
| 17   | Henrik Fagerli Rukke        | Norwegen            | 35,46 (17)        | 1:10,88 (23)        | 35,73 (18)        | 1:10,96 (21)        | 142,110        |
| 18   | Damian Żurek                | Polen               | 35,74 (25)        | 1:10,90 (24)        | 35,64 (17)        | 1:10,80 (19)        | 142,230        |
| 19   | Hendrik Dombek              | Deutschland         | 35,61 (22)        | 1:10,82 (22)        | 35,82 (20)        | 1:10,91 (20)        | 142,295        |
| 20   | Alexander Klenko            | Kasachstan          | 35,62 (23)        | 1:11,25 (27)        | 35,95 (21)        | 1:10,47 (15)        | 142,430        |
| 21   | Odin By Farstad             | Norwegen            | 35,69 (24)        | 1:10,57 (19)        | 36,24 (24)        | 1:10,55 (16)        | 142,490        |
| 22   | Artur Galijew               | Kasachstan          | 35,82 (26)        | 1:10,49 (18)        | 36,16 (22)        | 1:10,72 (18)        | 142,585        |
| 23   | David Bosa                  | Italien             | 35,89 (27)        | 1:10,92 (25)        | 36,20 (23)        | 1:11,58 (23)        | 143,340        |
| 24   | Chung Jae-woong             | Südkorea            | 1:21,55 (28)      | 1:10,64 (20)        | 35,63 (15)        |                     | 152,500        |
| 25   | Pawel Kulischnikow          | Russland            | 34,60 (3)         | 1:08,89 (6)         |                   |                     | 69,045         |
| 26   | Ruslan Muraschow            | Russland            | 34,65 (4)         | 1:10,32 (16)        |                   |                     | 69,810         |
| 27   | David La Rue                | Kanada              | 35,48 (18)        | 1:10,20 (15)        |                   |                     | 70,580         |
| 28   | Wiktor Muschtakow           | Russland            | 34,83 (6)         | DNS                 |                   |                     | 34,830         |